# Thomas Schelling
Thomas Crombie Schelling (Oakland, California; 14 de abril de 1921-Bethesda, Maryland; 13 de diciembre de 2016) fue un economista estadounidense.
En 2005 fue laureado con el Premio del Banco de Suecia en Ciencias Económicas en memoria de Alfred Nobel. Fue profesor distinguido en el Departamento de Economía y en la Escuela de Política Pública en la Universidad de Maryland y durante más de 20 años fue profesor en la Escuela de Gobierno John F. Kennedy de la Universidad de Harvard.

## Trayectoria
Estudió economía en la Universidad de California en Berkeley en 1944 y obtuvo el doctorado en Economía en la Universidad de Harvard en 1951. 
Sirvió en el Plan Marshall en Europa, la Casa Blanca y la Oficina Ejecutiva del Presidente desde 1948 hasta 1953. Escribió la mayor parte de su disertación sobre el comportamiento de la renta nacional trabajando por la noche mientras estaba en Europa. Dejó el gobierno para unirse a la facultad de economía de la Universidad de Yale.
En 1956, "se unió a la Corporación RAND como miembro adjunto, convirtiéndose en un investigador de tiempo completo durante un año después de dejar Yale, y regresando al estado de adjunto a partir de 2002".
En 1958 fue nombrado profesor de economía en Harvard. Ese mismo año cofundó el Centro para Asuntos Internacionales, que más tarde fue rebautizado como el Centro Weatherhead para Asuntos Internacionales.
En 1969 se unió a la Escuela de Gobierno John F. Kennedy en la Universidad de Harvard. Sin embargo, era mucho más que un académico con una afiliación vaga. Fue uno de los "padres fundadores" de la escuela "moderna", ya que ayudó a cambiar el énfasis del currículum de "administración" y hacia "liderazgo".
Schelling enseñó anteriormente durante veinte años en la Escuela Kennedy de Harvard, donde fue titular de la Cátedra Lucius N. Littauer de Economía Política. También hizo investigación en el Instituto Internacional de Análisis de Sistemas Aplicados (IIASA), en Laxenburg, Austria, entre 1994 y 1999.
En 1990, dejó Harvard y se unió a la Escuela de Política Pública de la Universidad de Maryland y al Departamento de Economía de la Universidad de Maryland.
En 1991, aceptó la presidencia de la American Economic Association, una organización de la que también fue Distinguished Fellow.
En 1993, Schelling fue galardonado con el Premio a la Investigación del Comportamiento Relevante para la Prevención de la Guerra Nuclear de la Academia Nacional de Ciencias. Muchos años antes, en 1977, recibió el Premio Frank E. Seidman en Economía Política.
En 1995, aceptó la presidencia de la Eastern Economic Association.
Recibió doctorados honoris causa de la Erasmus University de Róterdam en 2003, la Universidad de Yale en 2009 y la Graduate School of Public Analysis de RAND, así como un título honorífico de la Universidad de Mánchester en 2010.
Fue galardonado con el Premio del Banco de Suecia en Ciencias Económicas en memoria de Alfred Nobel de 2005, junto con Robert Aumann por "haber mejorado nuestra comprensión del conflicto y la cooperación a través del análisis de la teoría de juegos".
Schelling participó como contribuyente en el Consenso de Copenhague.
El Dr. Schelling ha publicado libros sobre temas diversos, tales como estrategia militar y control de armas, política energética y ambiental, cambio climático, terrorismo, teoría del conflicto y del regateo, segregación e integración racial y política de salud. Su libro The Strategy of Conflict, traducido a muchos idiomas, ha sido considerado uno de los cien libros más influyentes desde 1945. Por su trabajo, vivió en varios países, entre los que se cuenta Chile en el período 1941-1943.

## Principales obras

### La estrategia del conflicto(1960)
La Estrategia del Conflicto, que Schelling publicó en 1960, fue pionera en el estudio de la negociación y el comportamiento estratégico en lo que Schelling llama "comportamiento conflictivo". The Times Literary Supplement en 1995 lo catalogó como uno de los cien libros más influyentes desde 1945. En este libro, introdujo conceptos como punto focal y compromiso creíble. Los encabezados de los capítulos incluyen: "Una reorientación de la teoría de juegos", "Aleatorización de promesas y amenazas" y "Ataque sorpresa: un estudio de desconfianza mutua".
La visión estratégica hacia el conflicto que Schelling alienta en este trabajo es igualmente "racional" y "exitosa". Dicho esto, no puede basarse simplemente en la inteligencia de uno solo, sino que también debe abordar las "ventajas" asociadas con un curso de acción; aunque incluso las ventajas recogidas, dice, deben estar firmemente fijadas en un sistema de valores que sea a la vez "explícito" y "consistente".
El conflicto también tiene un significado distinto. En el enfoque de Schelling, ya no es suficiente para vencer a tu oponente. En cambio, uno debe aprovechar las oportunidades para cooperar. Y en la mayoría de los casos, hay muchas. Solo en las más raras ocasiones, en lo que se conoce como "conflicto puro", señala, los intereses de los participantes se enfrentarán implacablemente. Él usa el ejemplo de "una guerra de exterminio completo" para ilustrar este fenómeno.
La cooperación, cuando esté disponible, puede tomar muchas formas y, por lo tanto, podría involucrar todo desde "disuasión, guerra limitada y desarme" hasta "negociación". De hecho, es a través de tales acciones que los participantes se quedan con menos conflicto y más de una "situación de negociación". La negociación en sí misma se piensa mejor en términos de las acciones del otro participante, ya que cualquier ganancia que uno pueda conseguir es altamente dependiente de las "elecciones o decisiones" de su oponente.
La comunicación entre las partes, sin embargo, es otro asunto completamente diferente. La comunicación verbal o escrita se conoce como "explícita" e involucra actividades como "ofrecer concesiones". ¿Qué ocurre, sin embargo, cuando este tipo de comunicación se vuelve imposible o improbable? Entonces es cuando algo llamado "maniobras tácitas" se vuelven importantes. Se puede pensar en esto como una comunicación basada en la acción. Schelling usa el ejemplo de la ocupación o evacuación del territorio estratégico para ilustrar este último método de comunicación.
En un artículo que celebra el Premio del Banco de Suecia en Ciencias Económicas en memoria de Alfred Nobel de Schelling, Michael Kinsley, columnista del Washington Post y uno de los antiguos alumnos de Schelling, resume de manera anecdótica la reorientación de Schelling de la teoría de juegos así: "Si estás parado al borde de un acantilado, encadenado por el tobillo a otra persona. Serás liberado, y uno de los dos recibirá un gran premio, tan pronto como el otro ceda. ¿Cómo persuadir al otro para ceder, cuando el único método a su disposición - amenazando con empujarlo por el precipicio - los condenaría a los dos? Respuesta: Usted comienza a bailar, cada vez más cerca del borde. De esta manera, no tiene que convencerlo de que haría algo totalmente irracional: tirarse por el acantilado. Solo tienes que convencerlo de que estás preparado para asumir un riesgo mayor que el de caer accidentalmente por el precipicio. Si puedes hacer eso, ganas".

### Armas e Influencia(1966)
Las teorías de Schelling sobre la guerra se extendieron en Arms and Influence, publicado en 1966. La propaganda afirma que "lleva adelante el análisis tan brillantemente comenzado en su anterior The Strategy of Conflict (1960) y Strategy and Arms Control (con Morton Halperin, 1961), y hace una contribución significativa a la creciente literatura sobre guerra y diplomacia moderna". Los títulos de los capítulos incluyen La Diplomacia de la Violencia, La Diplomacia de la Supervivencia Definitiva y La Dinámica de la Alarma Mutua.

### Micromotivos y Macroelección(1978)
Entre 1969 y 1971, Schelling publicó artículos ampliamente citados sobre dinámicas raciales y lo que denominó "una teoría general de la inclinación". En estos documentos demostró que una preferencia de que los vecinos sean del mismo color, o incluso una preferencia por una mezcla "hasta cierto límite", podría conducir a la segregación total, argumentando que los motivos, maliciosos o no, eran indistinguibles en cuanto a explicar el fenómeno de la separación local completa de grupos distintos. Usó monedas en papel cuadriculado para demostrar su teoría colocando centavos y monedas de diez centavos en diferentes patrones en el "tablero" y luego moviéndolos uno por uno si se encontraban en una situación "infeliz".
La dinámica de Schelling ha sido citada como una forma de explicar las variaciones que se encuentran en lo que se consideran diferencias significativas: género, edad, raza, etnia, idioma, preferencia sexual y religión. Una vez que ha comenzado un ciclo de tal cambio, puede tener un impulso autosostenido. Su libro de 1978 Micromotives and Macrobehavior amplió y generalizó estos temas y se cita a menudo en la literatura de la economía computacional basada en agentes.